# Goop Lab
Goop Lab (también conocido como Goop Lab con Gwyneth Paltrow) es una serie promocional estadounidense con formato de documental (acusada por múltiples críticos de ser en realidad un infomercial) sobre la compañía de estilo de vida y bienestar Goop, fundada por la actriz estadounidense Gwyneth Paltrow. La serie se estrenó el 24 de enero de 2020 en Netflix. 
La asociación con Netflix provocó críticas a la compañía de streaming por darle a Gwyneth Paltrow una plataforma para promocionar su compañía, la cual ha sido criticada a menudo por promover ideas sobre salud sin fundamento. Múltiples críticos dijeron que esto era una "victoria para la pseudociencia". Tras el lanzamiento del primer avance, y nuevamente después de que los 6 capítulos estuvieran disponibles, el programa recibió críticas significativas por parte de quienes evaluaron sus contenidos dada la información médica y científicamente incorrecta presentada como cierta en el mismo.

## Premisa
Goop Lab da una mirada cercana a la empresa de salud natural y alternativa de Gwyneth Paltrow, Goop, y sus productos. Cada episodio seguirá a Paltrow y su equipo de Goop explorando temas como la curación energética, el uso de drogas psicodélicas, exorcismos, terapia de frío, antienvejecimiento y sexualidad femenina.

## Episodios
| 1 | El viaje sanador     | 24 de enero de 2020 |
| 2 | El poder del frío    | 24 de enero de 2020 |
| 3 | El placer es nuestro | 24 de enero de 2020 |
| 4 | Salud extendida      | 24 de enero de 2020 |
| 5 | Energía              | 24 de enero de 2020 |
| 6 | El sexto sentido     | 24 de enero de 2020 |

## Producción
En febrero de 2019, se anunció que Netflix había ordenado una serie de seis partes sobre la compañía de estilo de vida y bienestar de Gwyneth Paltrow, Goop. El 6 de enero de 2020, Netflix lanzó el primer avance y anunció que la serie se lanzaría el 24 de enero de 2020.
La serie está producida por Paltrow, Elise Loehnen, Andrew Fried, Shauna Minoprio y Dane Lillegard para Boardwalk Pictures.

## Recepción
El anuncio de que Goop se había asociado con Netflix generó críticas contra Netflix por darle a Gwyneth Paltrow una plataforma para promover Goop, ya que esta compañía ha sido criticada fuertemente por hacer afirmaciones sin fundamento sobre la efectividad de los tratamientos y productos de salud que promueve. Los críticos argumentaron que otorgar acceso a Goop a la plataforma de Netflix constituía una "victoria para la pseudociencia".

### Recepción de tráiler
Tras el lanzamiento del primer avance del programa, la reacción de quienes están atentos a Goop, incluidos los científicos y los "críticos basados en la evidencia", fue "rápida y furiosa":
- Vox informó que tan pronto como comenzó la promoción de Goop Lab, los críticos recurrieron a las redes sociales "para burlarse de la actriz convertida en gurú del bienestar y advertir sobre el peligro de su enfoque pseudocientífico". Vox escribió que "Goop esta cortejando activamente la indignación del campo basado en evidencia. Incluso hay signos de que ha sido saludable para sus negocios". Vox señaló que el New York Times había notado previamente esta táctica, cuando informó que "las tormentas culturales sobre las dudosas rutinas de mantenimiento vaginal o las terapias de desintoxicación atraían tráfico al sitio." Puedo monetizar esos ojos", dijo Paltrow hablando frente a una clase de negocios de Harvard.  ...su imperio del bienestar prospera en parte por la controversia, incluso si eso significa engañar al público sobre la salud en el proceso".[15]

- The Conversation escribió que el programa es "un infomercial para su negocio de pseudociencia", y "la reacción violenta de los profesionales de la salud y los defensores de la ciencia fue inmediata y generalizada... el tráiler es Goop clásico: algo de buena información presentada junto otras terapias anticientíficas, sin pruebas y potencialmente dañinas... la mera existencia de la serie permitirá a Paltrow y Goop fortalecer la marca".[3]

- David Gorski informó en Respectful Insolence que el programa está vendiendo "charlatanería bajo el disfraz de empoderamiento femenino" y que "Es cierto que las mujeres han sido ignoradas con demasiada frecuencia por la medicina, que hasta hace poco (y todavía hoy en gran medida) ha sido patriarcal y a menudo indiferente a las preocupaciones de las mujeres. Sin embargo, no es "empoderamiento", usar esa insatisfacción y descontento por la forma en que la medicina ha tratado a las mujeres en el pasado como una justificación para venderles charlatanería, pseudociencia y, por supuesto, mentiras" Goop Lab es solo la última herramienta de marketing en el arsenal de Goop para hacer precisamente eso".[4]

- El Huffington Post hizo una reseña del avance en un artículo titulado  "Gwyneth Paltrow Brings Bad Health Advice To Netflix With The Goop Lab" (Gwyneth Paltrow trae malos consejos de salud a Netflix con Goop Lab), y concluye que "la gente debería tomar el nuevo espectáculo de Paltrow con una gran dosis de incredulidad y obtener consejos de salud reales de su médico. Si hemos aprendido algo acerca de la información sobre salud de la marca de estilo de vida, es que es principalmente un montón de tonterías".[16]

- Timothy Caulfield advirtió que el programa tiene la intención de legitimar productos y terapias no comprobadas, un conflicto de intereses obvio ya que Paltrow se beneficia de la venta de dichos productos en su sitio web Goop y en tiendas. Señala que el formato del programa es una buena ilustración de la industria de la salud alternativa que intenta jugar a dos bandas: diciendo que sus terapias están fuera de la ciencia y no pueden ser restringidas a los estándares de evidencia habituales, mientras que al mismo tiempo fingen tener algún tipo de credibilidad científica mediante el uso de personas que actúan como si fueran expertos.[17]

- Showbiz Cheatsheet publicó "Goop Lab no es la primera vez que Netflix te ha obligado a pagar por opiniones peligrosas", donde decía que: "Los documentales de Netflix se han convertido en un nicho exitoso para la plataforma, pero dado que abordan temas de la vida real, se podría argumentar que deberían colorar advertencias en la pantalla. Tal es el caso de los documentales de salud allí, incluido el controvertido y próximo a estrenarse Goop Lab que muchos consideran un infomercial para Goop de Gwyneth Paltrow. Los documentales sobre salud se han convertido últimamente en una industria artesanal lo cual esencialmente significa que Netflix está haciendo que los subscriptores paguen por opiniones consideradas un tanto peligrosas... Lo menos que Netflix podría hacer es colocar un mensaje de advertencia diciendo que la ciencia detrás de estos documentales no está necesariamente probada. Hacerlo dará una perspectiva antes de entrar y tomarlos como una nueva forma de evangelio de salud."[1]

- Patheos publicó "Goop Lab de Gwyneth Paltrow es basura  anticientífica. Luego se pone peor", y dijo que "la promesa de una solución rápida a un problema complejo es tentadora, y Goop es conocido por sacar provecho de eso. Eso es lo que están haciendo en este infomercial diseñado para parecer un programa de televisión. Es una vergüenza que Netflix promueva este sinsentido dañino. Al parecer, obtener unas pocas miradas y suscripciones más vale el costo de todo el daño que este programa causará a la salud pública si los espectadores lo toman en serio."[2]

### Recepción de la serie
Después de que la serie completa de 6 episodios estuvo disponible, se publicaron numerosas críticas negativas: 
- El País publicó una fuerte crítica titulada "Gwyneth Paltrow en Netflix, un problema de salud pública" en la cual se afirma que el programa es un manual de argucias y falacias para defender falsos remedios y le hace "un terrible daño a la confianza popular en la ciencia". Además afirma que Paltrow es "una amenaza para la salud pública" desde que se dedica a promocionar su proyecto defendiendo falsos remedios al disfrazar lo anecdótico de pruebas científicas al mismo tiempo que afirma que la ciencia no se encuentra preparada para evaluar las curas que ofrece. Al final el resultado parece ser el enaltecimiento de la charlatanería y el abultamiento de la cuenta bancaria de Paltrow (250 millones de dólares en 2018).[18]
- Simon Stevens, el director del Servicio Nacional de Salud del Reino Unido afirmó durante un discurso que Goop lab desinforma y dijo que aunque Netflix ha asegurado que está hecha "para entretener, no para dar consejos médicos" de dudosa validez o directamente peligrosos. Criticó a Goop por promover tratamientos que presentan "riesgos considerables a la salud" y calificó la serie como "todo un peligro".[19][20][21]
- The Atlantic clasificó la serie como "un infomercial de seis episodios para Goop" y concluyó que es "profundamente incómodo de ver".[22]

- Polly Mosendz de Bloomberg llamó la serie 'un maratón de pseudociencia de tres horas de duración', un infomercial creado para vender productos e incrementar la asistencia a las conferencias de Goop. Ella cita a la Médica Ginecóloga que frecuentemente critica a Paltrow Jennifer Gunter, diciendo que "las ideas médicas deben estudiarse antes de serofrecidas a las personas como una opción". Y agrega "En un país donde las tasas de vacunación están disminuyendo y las emergencias de salud pública son cada vez más comunes, elogiar teorías no probadas ante millones de espectadores es irresponsable, incluso si Goop afirma que solo está respondiendo a la curiosidad".[23]

- Fashionista informó que "Goop a menudo ha sido criticado por vender falsas curas milagrosas y recomendar tratamientos costosos con poco (o ningún) respaldo científico, y que la realidad es difícil de descartar... Por otro lado, hay algo que decir acerca del tremendo éxito de la ahora masiva compañía; Reportes valúan actualmente a Goop en $250 millones (de dólares). Paltrow ha encontrado algo que resuena profundamente con la gente."[5]

- Vox, que previamente había hecho una reseña del programa en basándose en el avance, dijo que "cuando vimos el programa, encontramos que en general era menos extremo de lo que sugería el avance: algunos episodios fueron francamente aburridos (como el 'plan de salud' sobre hacer dieta para la longevidad), mientras que otros contenían mensajes de salud útiles (como cuidar y amar a tu cuerpo)... Sí, hubo desintoxicaciones, curanderos de energía y un puñado de charlatanería, pero lo que podrían haber sido afirmaciones más peligrosas fueron diluidas, y acompañadas de numerosas advertencias de consultar con el médico." La reseña concluye que el programa "señala que los grandes cambios de estilo de vida relacionados con la salud deben realizarse en consulta con un médico. Pero la implicación general es que el médico probablemente no lo ayudará tanto como un sanador alternativo que sabe la verdad sobre la salud... los tratamientos alternativos que celebra Goop deberían considerarse con una mirada más escéptica."[24]

- Ars Technica, una publicación de Condé Nast, revisó el programa con respecto tanto de un enfoque científico como su calidad general. Comentaron detalles específicos en varios de los episodios, advertencia de spoilers, y concluyeron que "la serie proporciona una plataforma para ciencia basura, galimatías y afirmaciones de salud sin pruebas de parte de invitados que venden falsas curas milagrosas. Es una plataforma en la que médicos respetados y expertos en sus campos no son considerados como autoridades en temas médicos y de salud; donde la lógica y el pensamiento crítico son enemigos de la mentalidad abierta; donde las anécdotas sobre mejoras de salud indefinidas se consideran evidencia de tratamientos médicos específicos; donde las experiencias subjetivas de unos pocos individuos seleccionados son equivalentes a los resultados de ensayos clínicos aleatorizados controlados, y donde promover afirmaciones de salud no probadas y potencialmente peligrosas se convierte en un medio para empoderar a las mujeres. Pero, más allá de todo eso, el espectáculo es simplemente, bueno, aburrido."[25]

- Variety informó que "hay una razón por la cual las falsas curas milagrosas fueron exitosas mucho antes de que Paltrow lo descubriera: las cosas resbaladizas también son brillantes... Paltrow es una anfitriona convincente -no diciendo demasiado sobre sí misma, siempre deteniéndose un paso antes del respaldo absoluto de cualquier tema, incluso mientras ella le da lugar- en lo que es un cuidadosamente estructurado, elegantemente construido y compulsivamente consumible  espectáculo acerca de principalmente, completos sinsentidos. No es de extrañar que haga enojar tanto a la gente y que lo peor sea que enojarse con alguien que insiste en que solo está tratando de encontrarle sentido a las cosas como tú, sea la táctica menos efectiva disponible. Paltrow aún puede estar todavía en su búsqueda. Pero tiene algunas cosas totalmente resueltas."[26]

- Entertainment Weekly describe la serie como "o inesperadamente conmovedora o moralmente repugnante", describiéndola como "una extensión de la 'marca de estilo de vida' de Paltrow, [con] momentos de humanidad, pero que generalmente funciona como una descarada auto-sátira". Quizás sorprendentemente, los "seis episodios estuvieron notablemente desprovistos de colocación de producto". Con respecto a un episodio en el que se promueve a un psíquico, el artículo dice: "Dedicar una media hora soñadora a esa pseudocientífica carnada para el sufrimiento es moralmente desagradable. Y esa línea de 'honrar nuestra propia verdad' es el peor mensaje posible para dar en oscuros días de falsa pericia y anti-evidencia. ¿Estoy siendo demasiado duro con un programa diseñado solo para 'Entretener' e 'Informar'...? ¿Importa que Goop Lab apenas lo haga?"[27]

- Escribiendo para la Oficina de Ciencia y Sociedad de McGill, Jonathan Jarry critica el programa por usar anécdotas en lugar de evidencia y confundir la ciencia y las curas pseudocientíficas, diciendo "Al comparar todas las formas de evidencia y elegir tendenciosamente solo lo que hace sentir bien a las personas, el equipo de Goop impulsa al espectador más allá de la mentalidad abierta y directamente hacia la credulidad".[28]